# Jacques Kaminski
Jacques Kaminski, de son vrai nom Jankiel Moszek Unglick, né le 6 octobre 1907 à Kłobuck (Pologne) et mort le 10 juin 1978 à Varsovie fut un dirigeant de la Main-d'œuvre immigrée (MOI), regroupement des immigrés communistes en France.

## Biographie
Jacques Kaminski  quitte l'école à 13 ans pour devenir garçon-coiffeur. Il adhère très jeune au Parti communiste polonais et se réfugie en France pour échapper à une probable arrestation en 1930. Il s'intègre aussitôt au Parti français tout en prenant des responsabilités au sein de la MOI. En 1935, il devient le numéro deux de la section juive aux côtés de Louis Grojnowski.
Lorsqu’éclate la Seconde Guerre mondiale, en 1939, il est toujours membre de la direction de la section juive avec Édouard Kowalski et Adam Rayski. 
En 1940, il rejoint le triangle de direction de la Main-d'œuvre immigrée (MOI) aux côtés de Grojnowski et Artur London. Il a alors comme adjoint et délégué auprès des militaires, Marino Mazetti.
Sa femme Hana est arrêtée en avril 1943. Toujours responsable de la MOI au moment du coup de filet d'avril 1943, il rappelle Boris Holban pour remplacer Missak Manouchian, arrêté puis fusillé.
De retour en Pologne après la Guerre, il est employé au 7e département de la Ministerstwo Bezpieczeństwa Publicznego (MBP, Sécurité d’État polonaise)  et devient vice-directeur de la MBP .